# Mulinia cleryana
Mulinia cleryana är en musselart som först beskrevs av D'Orbigny 1846.  Mulinia cleryana ingår i släktet Mulinia och familjen Mactridae. Inga underarter finns listade i Catalogue of Life.